# Bahnhof Seefeld in Tirol

Der Bahnhof Seefeld in Tirol ist ein Bahnhof in km 22,427 der Karwendelbahn. Er befindet sich östlich des Ortszentrums von Seefeld in Tirol.

## Geschichte
Der Seefelder Bahnhof wurde 1912 wie die gesamte Strecke der Mittenwaldbahn (in Österreich Karwendelbahn genannt) eröffnet. Das erste Aufnahmsgebäude wurde von Max von Ferstel ähnlich den Bahnhöfen an der Semmeringbahn entworfen. Für die Olympischen Winterspiele 1964, deren nordische Bewerbe in Seefeld stattfanden, wurde nach Plänen von Hubert Prachensky ein neues Bahnhofsgebäude errichtet. Ein Großteil der Zuschauer wurde, ebenso bei den Winterspielen 1976, mit Sonderzügen nach Seefeld gebracht.
Wie schon 1976 gab es für die Nordischen Skiweltmeisterschaften 2019 Ideen, den Bahnhof unter die Erde zu verlegen. Auf Grund der hohen Kosten (70 Millionen Euro) wird diese Idee nicht realisiert werden. Stattdessen wurde der Bahnhof zwischen März 2017 und November 2018 um 23 Millionen Euro modernisiert: Der Bahnhof wurde auf zwei Bahnsteige mit je 245 Meter Nutzlänge umgebaut (davon jeweils 80 Meter überdacht); eine Park+Ride-Anlage mit 60 Abstellplätzen wurde errichtet; die Unterführung wurde neu errichtet und mit zwei Personenliften ausgestattet; der Bahnhofsvorplatz wurde umgestaltet und die Fußgängerzone bis zum Bahnhofseingang erweitert. Am 10. Dezember 2018 wurde der modernisierte Bahnhof Seefeld offiziell eröffnet.

## Bahnhofsgebäude
Das unter Denkmalschutz stehende Aufnahmsgebäude ist mit einem markanten Pultdach gedeckt. Die Fassade zur Straßen- wie zur Gleisseite ist zum Großteil verglast. In der Halle befindet sich an der Ostseite ein Wandbild von Ernst Schroffenegger von 1963, das den Schisport symbolisiert.

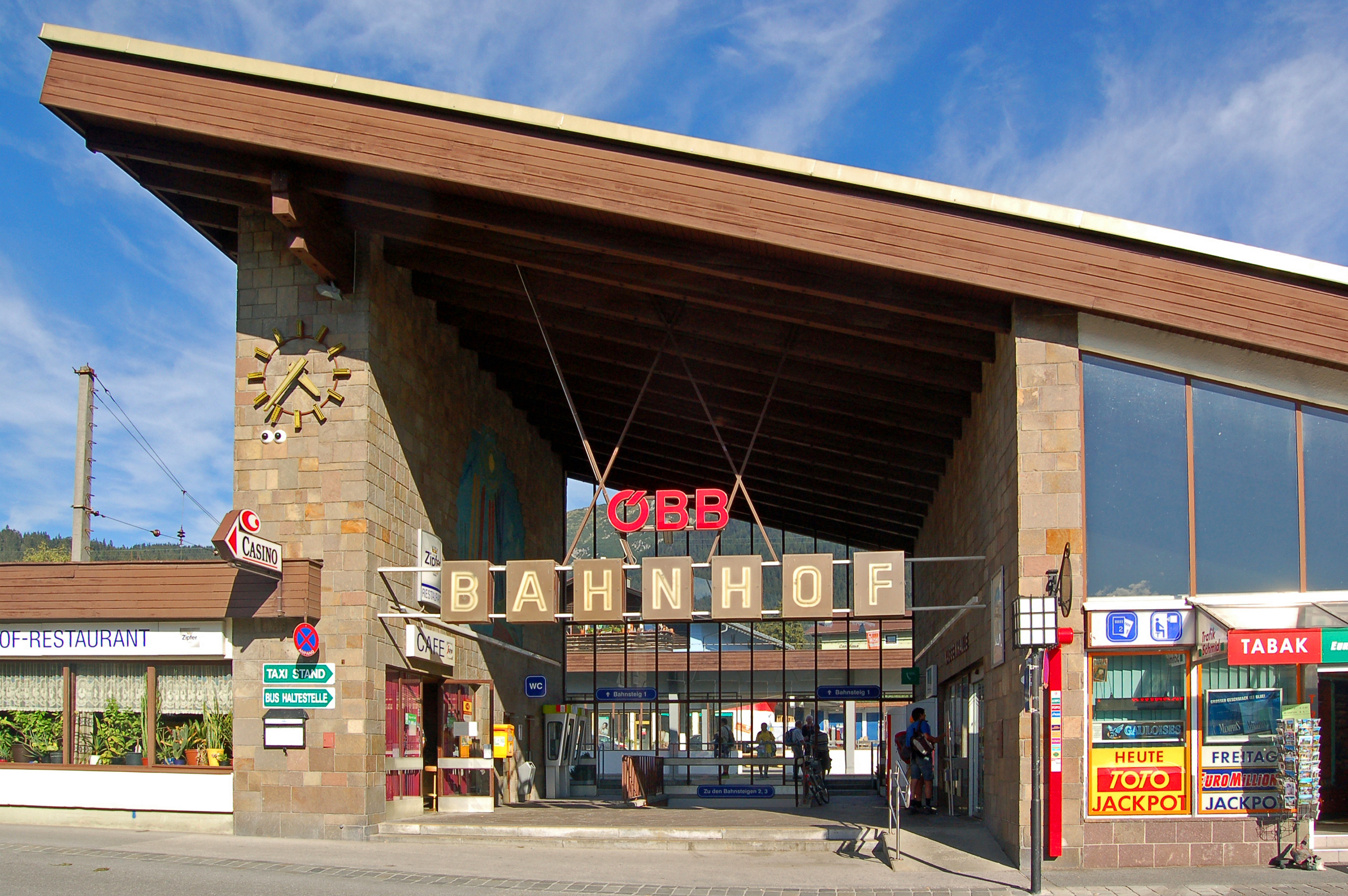
Aufnahmsgebäude von Westen (2011)
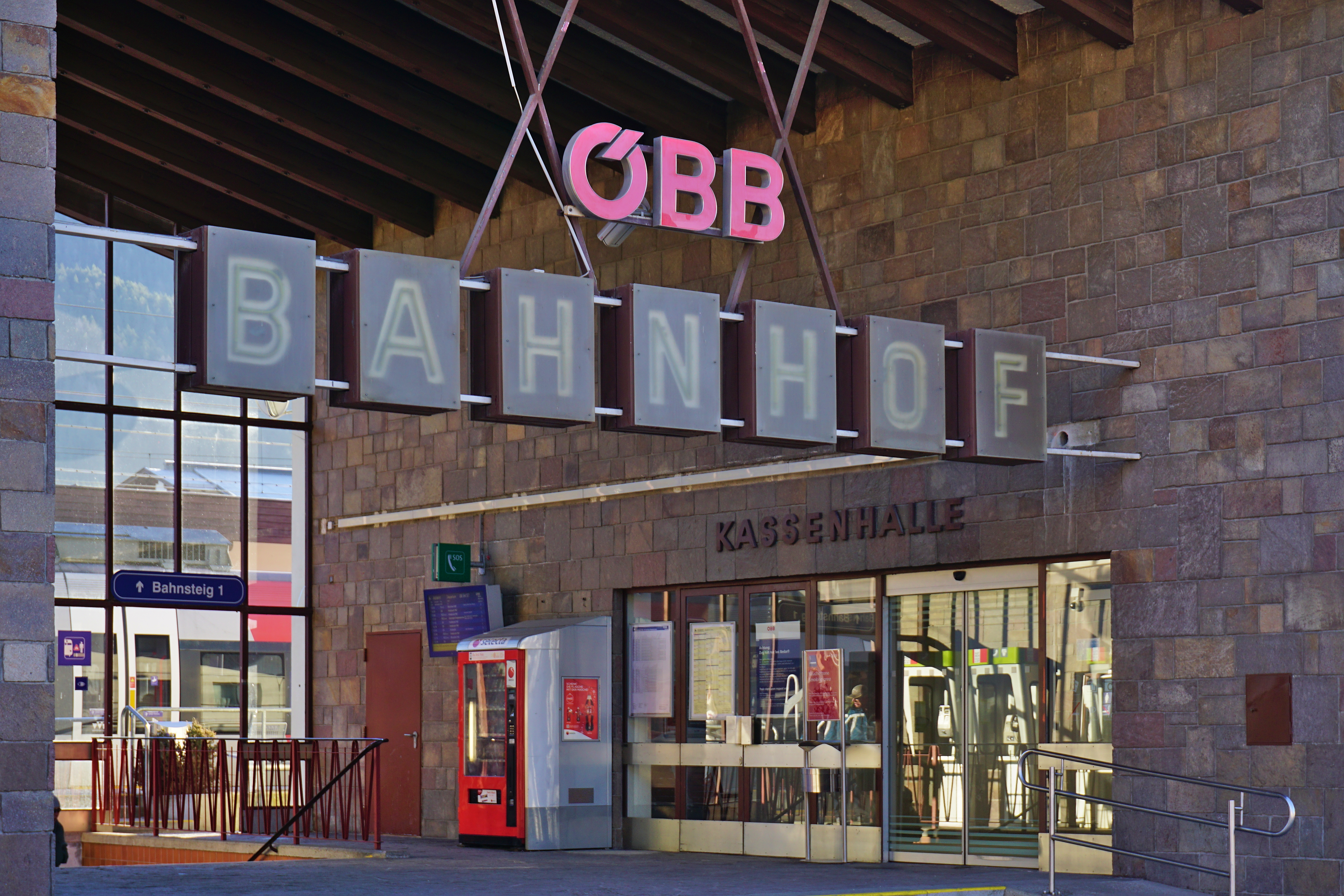
Bahnhofshalle (2016)
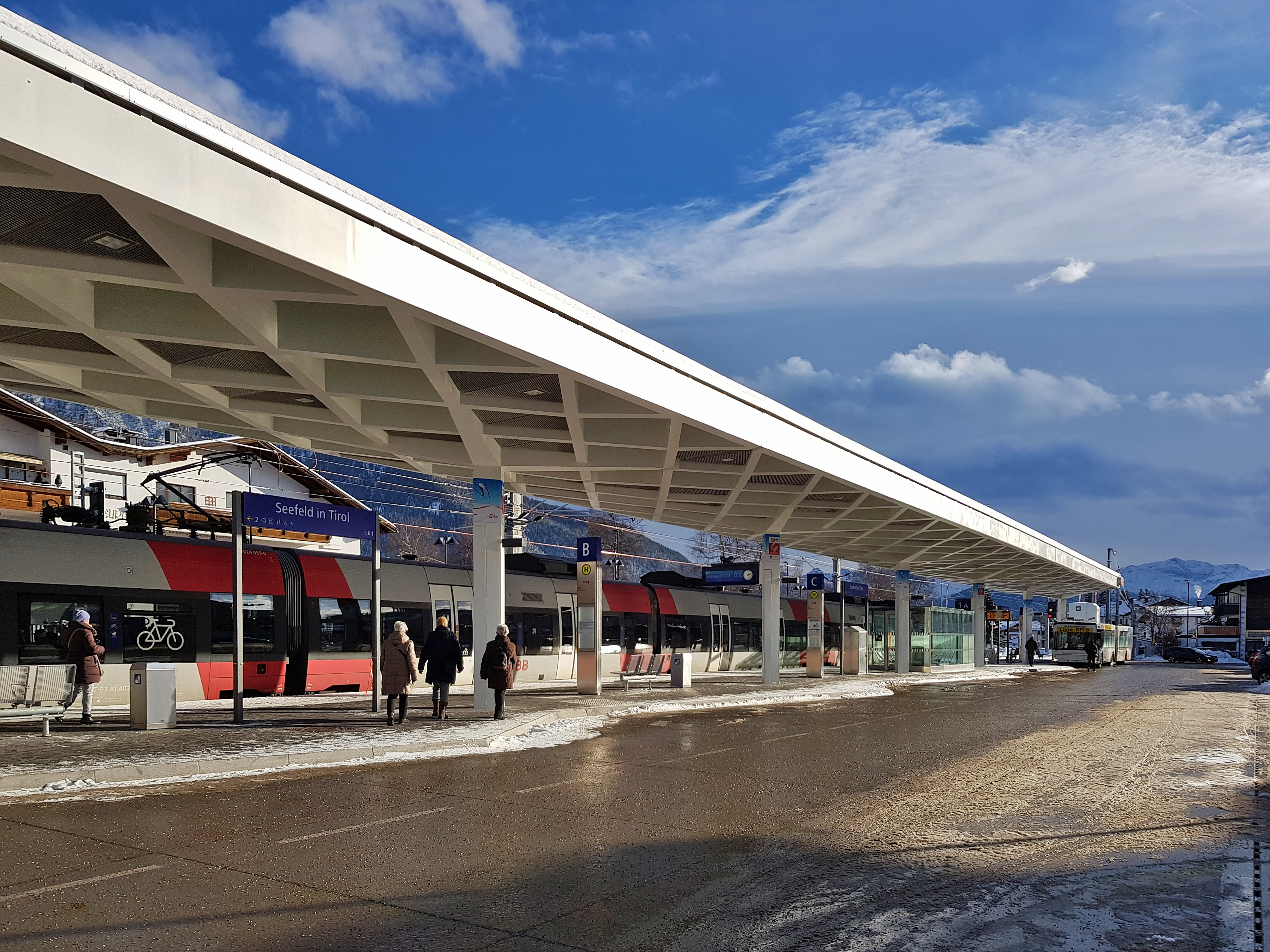
Busterminal neben Bahnsteig 1 (2018)
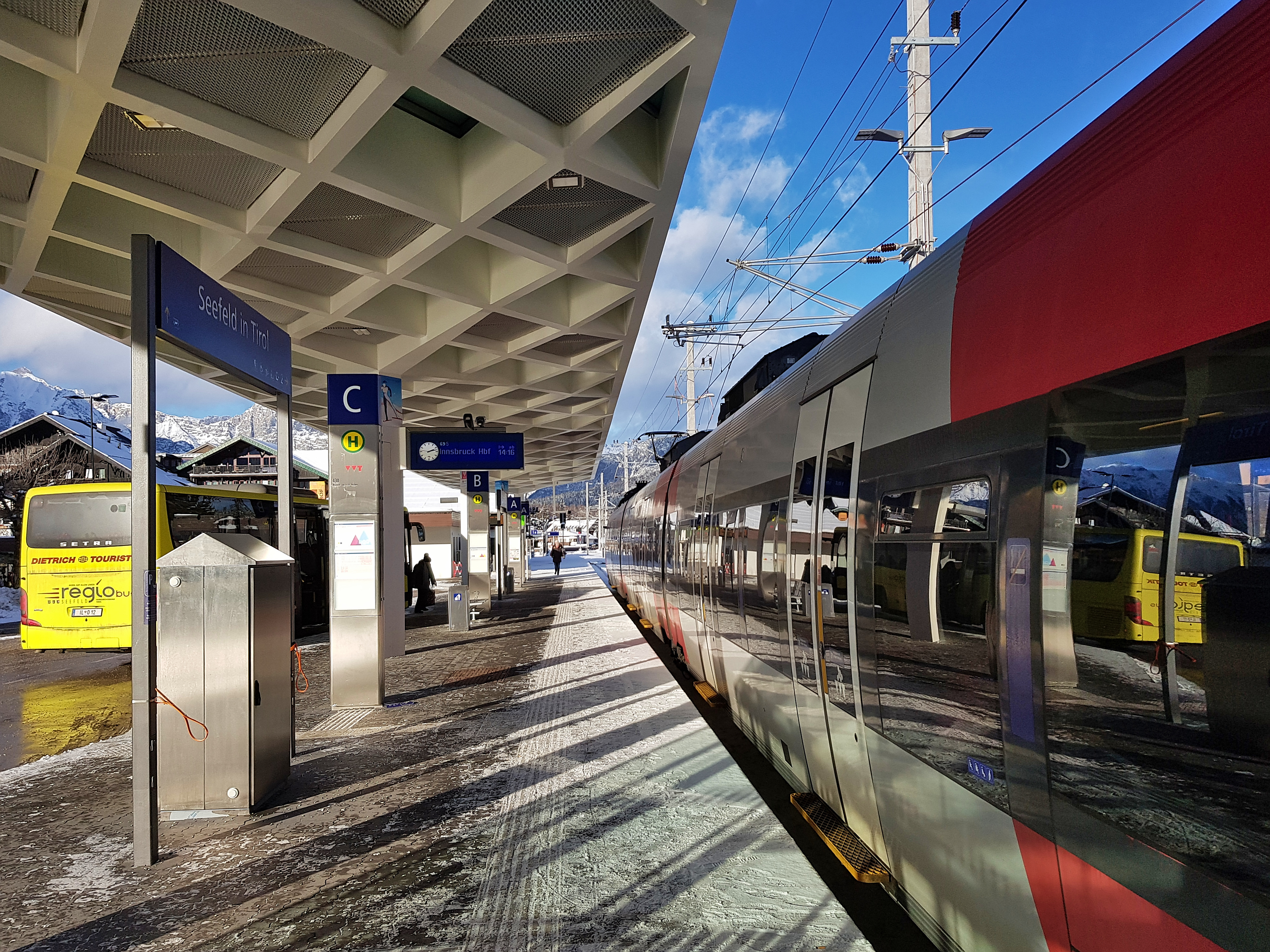
S-Bahn nach Innsbruck und VVT Regiobus (2018)
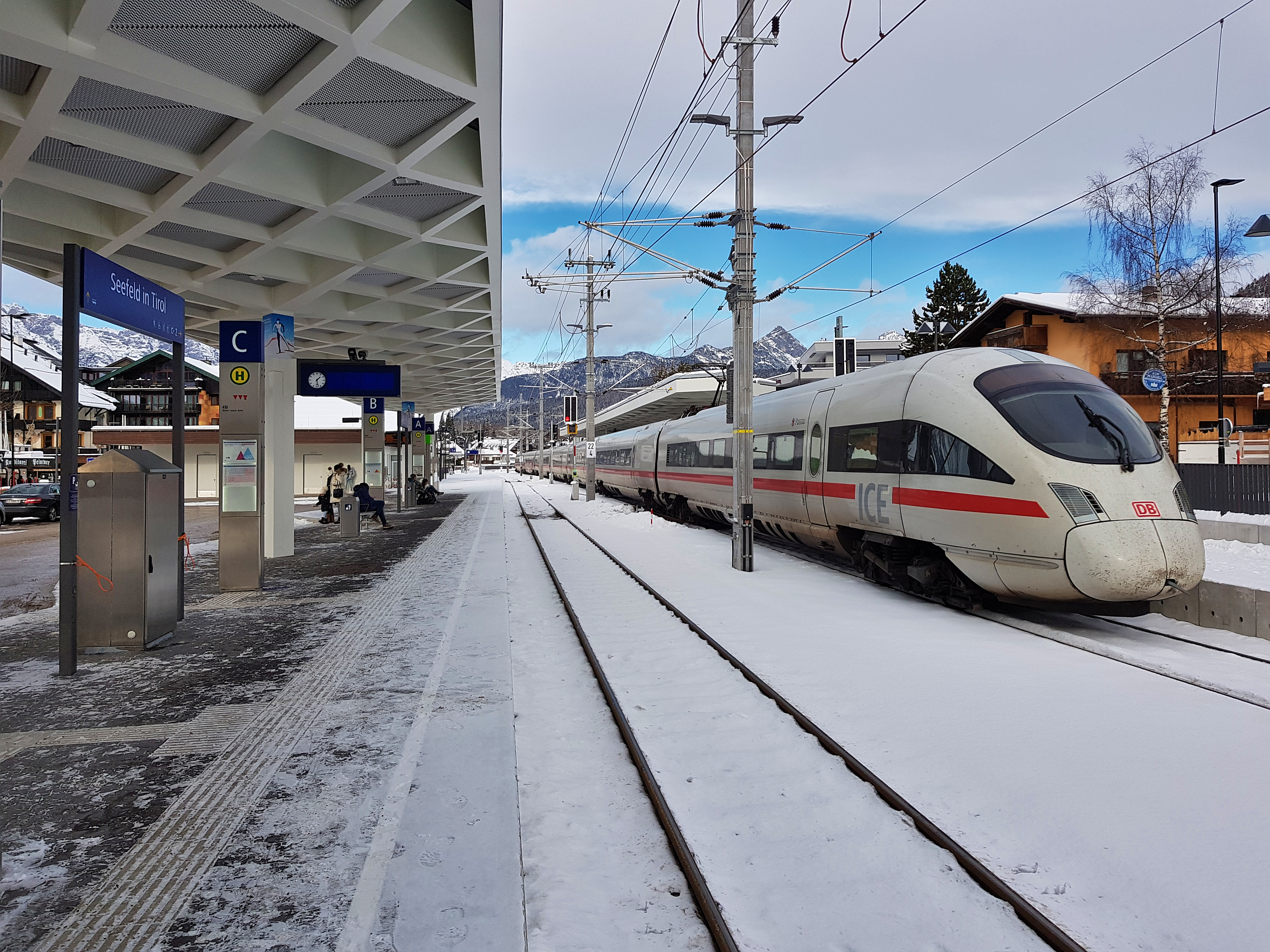
ICE Karwendel nach Dortmund (2018)

## Zugverkehr
Der Bahnhof dient in erster Linie dem Regionalverkehr. Hier halten die Züge der Linie  der S-Bahn Tirol von Innsbruck Hauptbahnhof nach Scharnitz sowie REX-Züge der Bayerischen Eisenbahngesellschaft von Innsbruck über Garmisch-Partenkirchen nach München Hauptbahnhof. Zeitweise wird der Bahnhof auch von Fernzügen angefahren, wie etwa dem  Karwendel (früher Schnellzug/IC/EC).